# Nicolas Bourgeois
Nicolas Bourgeois (Rijsel, 1896 - 1982) was een Frans-Vlaams activist.
Bourgeois studeerde aan de prestigieuze École Normale Supérieure te Parijs en doctoreerde in de politieke en economische wetenschappen met een scriptie over de Franse regionalist Pierre-Joseph Proudhon. Hij vatte daarna een administratieve carrière aan binnen het gemeentebestuur van Parijs. Tijdens het interbellum was hij lid van de Fédération régionaliste van Charles Brun. Tijdens de Tweede Wereldoorlog verhuisde Bourgeois naar Hazebroek, waar hij actief werd in de Frans-Vlaamse beweging. Hij werd de rechterhand van priester Jean-Marie Gantois binnen het Vlaamsch Verbond van Frankrijk (VVF). Hij schreef vele columns en artikels voor verschillende bladen. Hij schreef ook verschillende boeken, waaronder Les Hexagons (1978), een aanklacht tegen het unitaire Frankrijk.